# Lista över öar i Panama
Detta är en  lista över öar i Panama.

## Karibiska havet
- Bocas del Toro Archipelago (arkipelag)
  - Isla Bastimentos
  - Cayos Zapatilla (två öar)
  - Isla Carenero
  - Isla Cayo Agua
  - Isla Colón
  - Isla Cristóbal
  - Isla Popa
  - Isla Solarte
- Isla Escudo de Veraguas
- Galeta Island
- Isla Cabra
- Isla Mamey
- Isla Grande
- San Blas-öarna (arkipelag)
  - Corazon de Jesus
  - Narganá
  - Soledad Miria

## Stilla havet
- Gulf of Chiriqui Islands
  - Isla Boca Brava
  - Isla Boca Chica
  - Isla Parida
  - Isla Palenque
  - Isla Sevilla
  - Islas Secas (ögrupp)
- Isla Montuosa
- Jicarón
- Coiba (största ön i Centralamerika)
- Cébaco
- Islas Frailes
- Isla Gobernadora
- Isla Leones
- Taborcillo
- Isla Verde (Panama)
- Gulf of Panama Islands
  - Farallon (Panama) (klippa)
  - Isla Iguana - Pedasi - Azuero
  - Panama Bay Islands (Panama Bay är del av Panamabukten)
    - Causeway Islands
    - Otoque
    - Taboga
    - Taboguilla

  - Pärlöarna (arkipelag)
    - Isla Bolano
    - Isla Bayoneta
    - Isla de Boyarena
    - Isla Buena Vista
    - Isla Cañas
    - Isla Casaya
    - Isla Casayeta
    - Isla Chapera
    - Isla Chitre
    - Isla Cocos
    - Isla Contadora
    - Isla del Rey
    - Isla Espirito Santos
    - Isla Galera
    - Isla Gallo
    - Isla Gibraleon
    - Isla José
    - Isla la Mina
    - Isla Lampon
    - Isla Mogo Mogo
    - Isla Monte
    - Isla Pacheca
    - Isla Pachequille
    - Isla Pedro Gonzalez
    - Isla Pericote
    - Isla Puerco
    - Isla Saboga
    - Isla San Blas
    - Isla San Jose
    - Isla Senora
    - Isla San Telmo
    - Isla Vivenda
    - Isla Viveros

## Lake Gatun
- Isla Barro Colorado
- Isla Gatun
- Isla Falta Calzado
- Isla Tres Perros